# Gerry Koning
Gerry Koning (Volendam, 3 gennaio 1980) è un ex calciatore olandese, di ruolo difensore.

## Carriera
Formatosi nel Volendam, ha militato in varie società olandesi, come l'Excelsior, l'RBC Roosendaal e l'Heerenveen. Nel maggio 2011 è tornato al Volendam, con cui ha concluso la carriera agonistica nel 2014.